# Amanda Laird
Amanda „Mandy“ Laird (* 12. August 1978 in Sydney, Australien) ist eine ehemalige australische Synchronschwimmerin, die an den Olympischen Sommerspielen 2000 in Sydney und den Olympischen Sommerspielen 2004 in Athen teilnahm.

## Karriere

### Olympische Spiele
Amanda Laird gehörte im Jahr 2000 in Sydney bei den Olympischen Sommerspielen 2000 zum australischen Aufgebot im Mannschaftswettkampf. Zusammen mit ihren Mannschaftskameradinnen Tracey Davis, Kelly Geraghty, Katrina Orpwood, Rachel Ren, Cathryn Wightman, Naomi Young, Dannielle Liesch und Irena Olevsky absolvierte sie den olympischen Wettkampf am 28. und 29. September 2000 im Sydney Olympic Park Aquatic Centre und belegte den 8. Platz von acht teilnehmenden Mannschaften mit einer Gesamtwertung von 89,493 Punkten. Bei den Olympischen Sommerspielen 2004 nahm sie am 23. und 24. August 2004 im Duett zusammen mit Leonie Nichols an der Qualifikation für den olympischen Finalwettkampf teil. Sie belegten den 24. Platz mit einer Gesamtwertung von 77,751 Punkten und konnten sich nicht für das Finale qualifizieren.

### Weltmeisterschaften
Laird nahm an deb 10. Schwimmweltmeisterschaften 2003 in Barcelona am Synchronschwimmen im Duett teil. In ihrem Wettkampf am 15. Juli 2003 erzielte sie im Palau Sant Jordi eine Gesamtwertung von 77,2500 Punkten und belegte den 25. Platz.